# Região Geoadministrativa de Guarabira
A Região Geoadministrativa de Guarabira é uma região Geoadministrativa brasileira localizada no estado da Paraíba. É formada por 11 municípios.
Inicialmente era constituída por 24 municípios, mas os municípios de Araruna, Bananeiras, Belém, Borborema, Cacimba de Dentro, Caiçara, Casserengue, Dona Inês, Logradouro, Pilões, Serraria, Solânea e Tacima passaram a pertencer a Região Geoadministrativa de Solânea, criada recentemente pela lei complementar estadual 115 de 21 de janeiro de 2013.
Seus gerentes regionais são Adriano Dias de Araujo e Erick Rodrigues Amorim.

## Municípios
- Alagoinha
- Araçagi
- Cuitegi
- Duas Estradas
- Guarabira
- Mulungu
- Pilõezinhos
- Pirpirituba
- Riachão
- Serra da Raiz
- Sertãozinho